# Unicorn (Schiff, 1824)
HMS Unicorn von 1824 war ursprünglich für die Royal Navy vorgesehen und ist eine der wenigen noch existierenden Fregatten aus dem Zeitalter der Segelkriegsschiffe.
Sie gehört zu den Fregatten der erfolgreichen und zahlreichen britischen Leda-Klasse, zu denen auch HMS Shannon und HMS Trincomalee zählen. Die Klasse wurde nach den Linien der französischen Hebé gebaut, die 1782 als Prise in britische Hände fiel.

## Beschreibung
Die Unicorn ist 150 britische Fuß lang, 40 breit und war als 46-Kanonen-Fregatte klassifiziert. Als Bewaffnung waren 28 18-Pfünder-Kanonen auf dem Batteriedeck, auf Back und Achterdeck 16 32-Pfünder-Carronaden und 4 9-Pfünder-Kanonen vorgesehen (total 48, zwei Geschütze mehr als nach der nominellen Klassifizierung).

Gegenüber der älteren Halbschwester Trincomalee von 1817 weist die Unicorn einige interessante Merkmale der letzten Generation von Segelkriegsschiffen auf. 
Die Konstruktion beinhaltet alle von Sir Robert Seppings, dem Surveyor der Royal Navy eingeführten Neuerungen.
Besonders auffällig ist das Rundheck. Neben größerer Robustheit bot es den zusätzlichen Vorteil, dass die achtern befindlichen Kanonen auch im Winkel von 45° zur Kiellinie ausgerichtet werden konnten. Beim geraden Heckspiegel alter Bauform war der Richtbereich nach achtern schießenden Geschütze stark begrenzt, so dass tote Winkel bestanden.
Von den älteren Schiffen der Klasse unterscheidet sich die neuere Version durch den weitgehend fehlenden Deckssprung und das kurze, relativ hohe Galion (Schiffsschnabel). Das Spantwerk ist nach Seppings Diagonalstrebensystem konstruiert, was die Verwendung kürzerer, billigerer Hölzer ermöglichte und dem Rumpf eine größere Festigkeit verlieh. Insgesamt wurden bis 1832 25 Schiffe der Leda-Klasse mit Rundheck gebaut.

## Geschichte

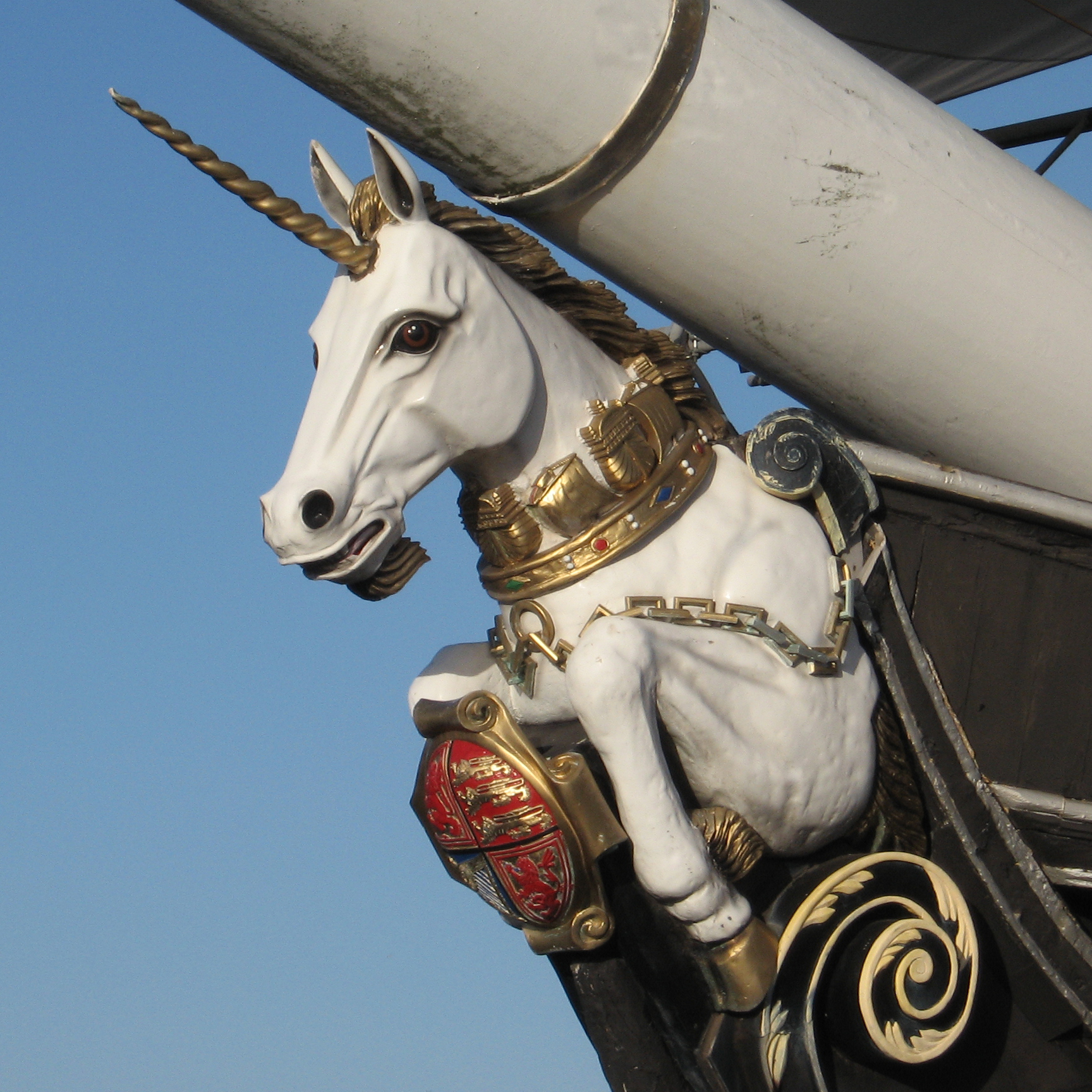
Galionsfigur

Der Kiel der Unicorn wurde im Februar 1822 auf der königlichen Werft Chatham Dockyard in Chatham gelegt, der Stapellauf erfolgte am 30. März 1824. Anschließend erhielt das Schiff ein Schutzdach und wurde „in Ordinary“ (=Reserve) gelegt.
1857 bis 1862, zu dieser Zeit war die Unicorn als Kriegsschiff bereits obsolet, wurde sie dem britischen Kriegsministerium unterstellt und fungierte als Pulver-Hulk in Woolwich und wurde anschließend in Sheerness wieder aufgelegt.
1873 wurde sie als Trainingsschiff der Royal Naval Reserve nach Dundee verlegt.
1906 wurde sie von der damals neu geschaffenen Royal Naval Volunteer Reserve übernommen, die nach dem Zweiten Weltkrieg in der Royal Naval Reserve aufging.
Während beider Weltkriege spielte sie eine wichtige Rolle als Hauptquartier des Senior Naval Officer von Dundee.
1939 wurde die Fregatte in Unicorn II umbenannt, weil ein damals neuer britischer Flugzeugträger zuvor ebenfalls auf den Namen Unicorn getauft worden war und man keine zwei Schiffe mit demselben Namen in einer Flotte haben wollte.
1941 wurde das Schiff in Cressy umbenannt, nachdem immer noch namentliche Verwechslungen aufgetreten waren. 1959 wurde sie dann, nachdem der Flugzeugträger außer Dienst gestellt worden war, wieder in Unicorn umbenannt. 1961 sollte das Earl Grey Dock in Dundee, in welchen die Unicorn lag, einem Brückenbau weichen. Das Schiff stand in Gefahr, abgewrackt zu werden. Um das Schiff dauerhaft zu erhalten, wurde die Unicorn Preservation Society gegründet, welche das Schiff 1968 von der Marine übernahm. Die Queen Mother, welche später Patronin des Schiffs wurde, besuchte die Unicorn 1970; derzeit ist die Princess Royal Patronin.

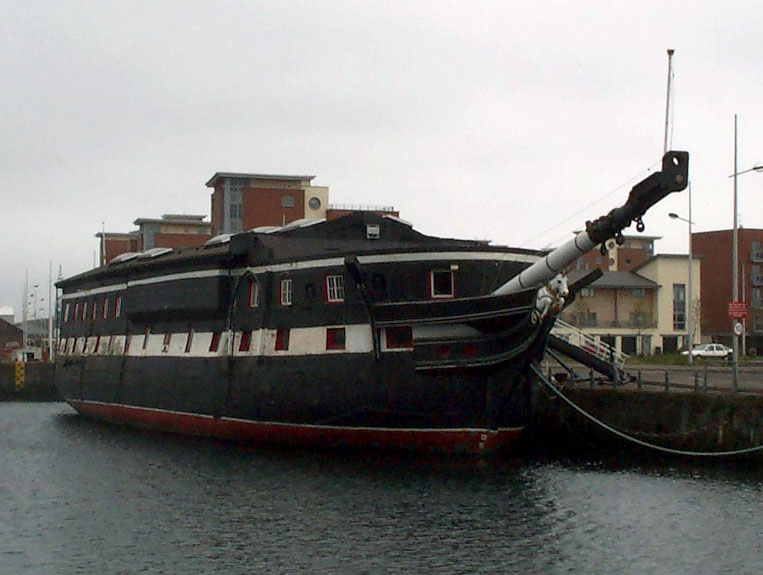
Das Museumsschiff Unicorn – Steuerbordansicht

Die Unicorn erlebte keinen aktiven Dienst als Segelschiff und war niemals aufgetakelt, was das Material des Schiffs schonte. Dieser Umstand und das charakteristische Dach, welches das aufgelegte Schiff seit dem Stapellauf schützte, macht die Unicorn zu einem der am wenigsten veränderten und am vollständigsten in ihrer Originalsubstanz erhaltenen hölzernen Schiffe.
Die Unicorn liegt derzeit im Victoria Dock in Dundee.